# Anuita
Anuita (z lat. annuus, roční, zastarale annuita neboli ročina) představuje ve finanční teorii stálou platbu hrazenou v pravidelných časových intervalech po dané období.
Při hodnocení těchto plateb se uplatňuje koncept časové hodnoty peněz.

## Obecné informace
Anuita v sobě obsahuje:

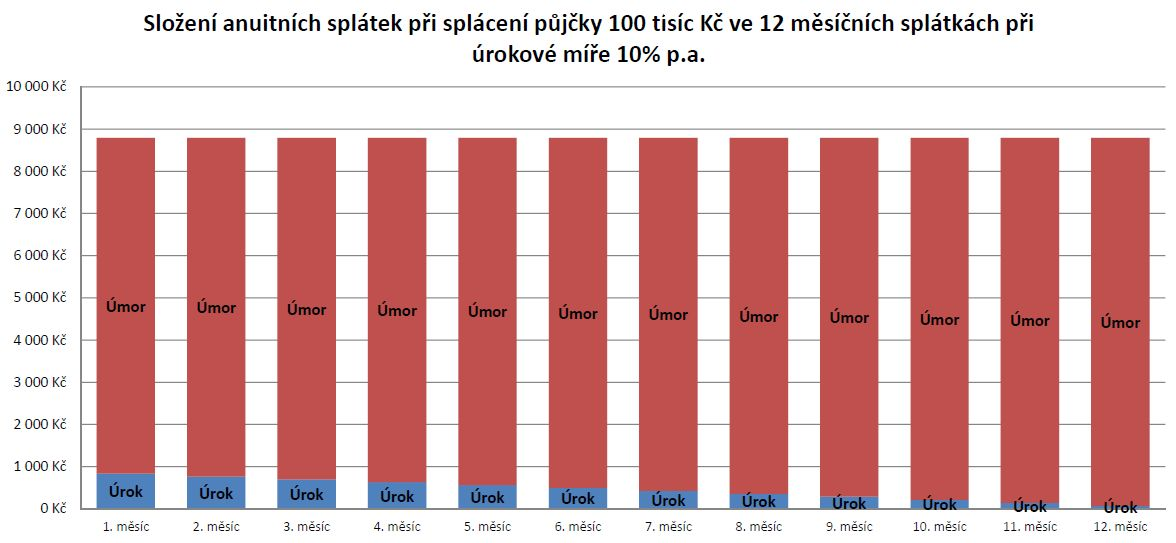
Složení anuitních splátek při splácení půjčky 100 tisíc Kč ve 12 měsíčních splátkách při úrokové míře 10% p.a.

- úmor, což je samotná splátka vypůjčených peněz (tzv. jistiny) a
- úrok, který představuje odměnu za půjčení peněz.

Výše anuity je v čase neměnná. Výše úroku, obsaženého v anuitě, se časem snižuje a výše úmoru se naopak zvyšuje. Tento způsob splácení značně usnadňuje plánování splátek půjčky a je proto často používán u větších a dlouhodobějších úvěrů.

## Příklady
Při pevné lhůtě splatnosti jsou splátky konstantní pouze za předpokladu pevné úrokové míry po celou dobu splácení. To je splněno u úvěrů ze stavebního spoření, kde bývá výše úroku stanovena pevně již při podpisu smlouvy o spoření. Graf uvedený níže ukazuje průběh splácení půjčky ve výši 1 miliónu na 20 let při pevném úroku 4% a výši úmorové a úrokové složky v jednotlivých rocích při měsíčním splácení.
Na druhé straně u hypotéčních úvěrů jsou splátky konstantní po dobu fixace a po jejím uplynutí se mění v závislosti na nové výši úroku. Graf uvedený níže ukazuje průběh splácení půjčky ve výši 1 miliónu na 20 let při čtyřech pětiletých fixacích s úroky 4, 5, 3 a 2,5% a výši úmorové a úrokové složky v jednotlivých rocích při měsíčním splácení.

## Nesprávný výklad
Anuitou bývá často nesprávně nazývána u družstevního bytu zůstatková hodnota členského podílu družstva. Ve skutečnosti jde o nesplacenou výši jistiny původního dluhu.